# Pontiac
 For alternative betydninger, se Pontiac (Michigan).
Pontiac var et amerikansk bilmærke der blev indført af General Motors-divisionen Oakland i 1926. Mærket blev hurtigt mere populært end Oakland og tog helt over for Oakland i 1933. Senere blev det et mærke for Chevrolet-biler. Pontiac blev solgt i USA, Canada og Mexico. Pontiac blev i mange år markedsført som General Motors højtydende mærke indenfor mainstream-biler.
Den 27. april 2009, resulterede vedvarende økonomiske problemer i at GM besluttede at de ville droppe Pontiac-mærket ved udgangen af 2010 og i stedet fokusere på sine fire kernemærker i Nordamerika: Chevrolet, Cadillac, Buick og GMC. Den sidste Pontiac blev bygget i slutningen af 2009 og den sidste forhandler lukkede 31. oktober 2010.
Pontiacs historie går tilbage til 1907/1908 under navnet The Pontiac Spring and Wagon Works i byen Pontiac. I 1907 byggede virksomheden en bil.